# Al Buraimi (stad)
Al Buraimi is een stad in Oman en is de hoofdplaats van het gouvernement Al Buraimi.
Al Buraimi telde in 2003 bij de volkstelling 67.963 inwoners.